# مسابقات قهرمانی تنیس روی میز اقیانوسیه
مسابقات قهرمانی تنیس روی میز اقیانوسیه (انگلیسی: Oceania Table Tennis Championships) برترین مسابقات ورزش تنیس روی میز در منطقه اقیانوسیه است.
اولین دوره این مسابقات در سال ۱۹۷۸ در شهر آوکلند، نیوزیلند برگزار شده‌است.